# 小肛真甲鯰
小肛真甲鯰，為輻鰭魚綱鯰形目甲鯰科的其中一種，為溫帶淡水魚，分布於南美洲巴西南部、烏拉圭及巴拉那河下游淡水流域，體長可達46公分，棲息在底層水域，生活習性不明。

## 扩展阅读
維基物種上的相關：小肛真甲鯰